# Kluky (ort i Tjeckien, Södra Böhmen)
Kluky är en ort i Tjeckien.   Den ligger i regionen Södra Böhmen, i den centrala delen av landet, 90 km söder om huvudstaden Prag. Kluky ligger 459 meter över havet och antalet invånare är 515.
Terrängen runt Kluky är platt åt nordost, men åt sydväst är den kuperad. Runt Kluky är det glesbefolkat, med 16 invånare per kvadratkilometer. Närmaste större samhälle är Písek, 7,1 km väster om Kluky. I omgivningarna runt Kluky växer i huvudsak blandskog.